# 雪絨花航空航點

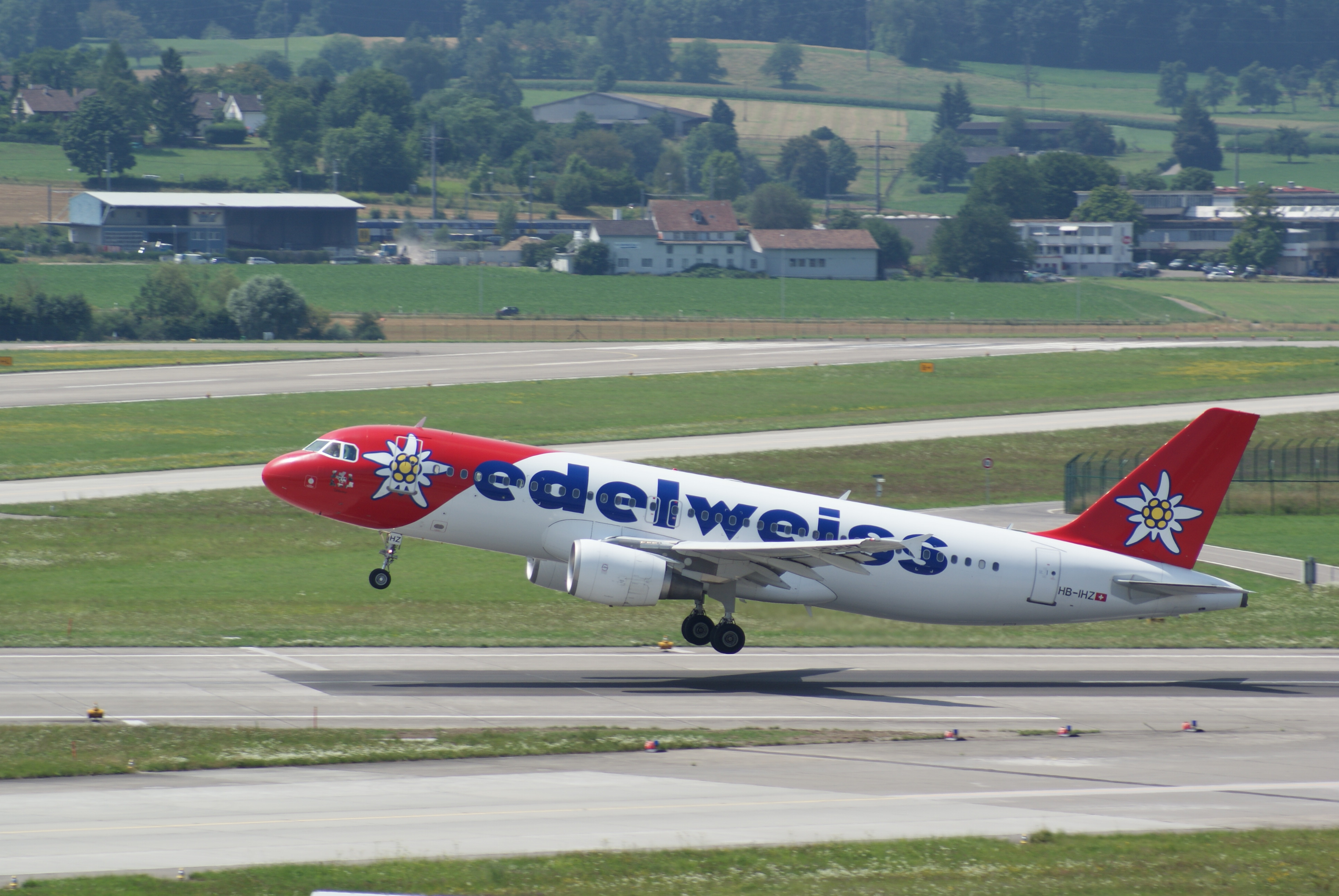
一架雪絨花航空空中巴士A320-214在瑞士蘇黎世機場起飛 (2008年)

雪絨花航空飛行以下的航點（直至2012年11月）：

## 歐洲
瑞士
- 蘇黎世 - 蘇黎世機場 樞紐

 葡萄牙
- 法魯 - 法魯機場（季節性）
- 豐沙爾 - 豐沙爾機場（季節性）

 西班牙
- 阿利坎特 - 阿利坎特機場（季節性）
- 阿雷西費 - 蘭薩羅特機場
- 富埃特文圖拉島 - 富埃特文圖拉機場
- 伊維薩島 - 伊維薩島機場
- 赫雷斯-德拉弗龍特拉 - 赫雷斯機場
- 拉斯帕爾馬斯 - 大加那利機場
- 梅諾卡島 - 梅諾卡島機場
- 帕爾馬 - 帕爾馬機場
- 特內里費 - 特內里費南部機場

 義大利
- 卡利亞里 - 卡利亞里-埃爾馬斯機場
- 卡塔尼亞 - 卡塔尼亞-豐塔納羅薩機場
- 拉梅齊亞 - 拉梅齊亞泰爾梅國際機場
- 奧爾比亞 - 奧爾比亞-各斯達薩爾馬地亞機場

- 杜布羅夫尼克 - 杜布羅夫尼克機場（季節性）
- 斯普利特 - 斯普利特機場

 北馬其頓
- 斯科普里 - 斯科普里亞歷山大大帝機場[2]

 科索沃
- 普里什蒂納 - 普里什蒂納國際機場

 保加利亚
- 瓦爾納 - 瓦爾納機場（季節性）

 希腊
- 克基拉島 - 克基拉島國際機場
- 伊拉克利翁 - 伊拉克利翁國際機場
- 科斯島 - 科斯島國際機場
- 米科諾斯島 - 米科諾斯島國家機場
- 羅得島 - 羅得島國際機場
- 聖托里尼 - 聖托里尼（錫拉）國家機場
- 扎金索斯 - 扎金索斯國際機場

 賽普勒斯
- 拉納卡 - 拉納卡國際機場

 冰島
- 雷克雅維克 - 凱夫拉維克機場

## 非洲
摩洛哥
- 阿加迪爾 - 阿加迪爾-阿以馬薩阿機場
- 馬拉喀什 - 馬拉喀什－邁納拉國際機場

 突尼西亞
- 傑爾巴島 - 傑爾巴－傑爾吉斯國際機場

 埃及
- 洪加達 - 洪加達國際機場
- 馬薩阿拉姆（英语：Marsa Alam） - 馬薩阿拉姆國際機場
- 沙姆沙伊赫 - 沙姆沙伊赫國際機場

- 蒙巴薩 - 莫伊國際機場

 坦桑尼亚
- 乞力馬扎羅山 - 乞力馬扎羅山國際機場

 南非
- 開普敦 - 開普敦國際機場（季節性）

## 美洲
加拿大
- 溫哥華 - 溫哥華國際機場（季節性）

 美国
- 坦帕 - 坦帕國際機場

 墨西哥
- 坎昆 - 坎昆國際機場

 古巴
- 巴拉德羅 - 胡安·瓜爾韋托·戈麥斯機場

- 蓬塔卡納 - 蓬塔卡納國際機場

## 亞洲
土耳其
- 安塔利亞 - 安塔利亞機場
- 博德魯姆 - 米拉斯-博德魯姆機場
- 達拉曼 - 達拉曼機場（季節性）

 黎巴嫩
- 貝魯特 - 貝魯特－拉菲克·哈里里國際機場

 馬爾地夫
- 馬累 - 馬累國際機場

 模里西斯
- 路易港 - 西沃薩古爾·拉姆古蘭爵士國際機場（季節性）

 泰國
- 布吉 - 布吉國際機場

 日本
- 東京 - 成田國際機場（季節性）